# ヒット!ヒット!ヒット! フォーリーブス・ゴールデン・ショー
『ヒット!ヒット!ヒット! フォーリーブス・ゴールデン・ショー』は、1969年9月5日に発売された、フォーリーブス初のアルバムである。

## 概要
- ジャニーズ事務所 初のオリジナルアルバムである。
- 今作リリース前にリリースされた「恋するジャック」は未収録だが、カップリングの「緑の河」は収録されている。
- オーダーメイドファクトリーにてオリジナルアルバム「北公次ロマン詩集より 青春」と合わせて1枚に収まった両A面アルバムとしてCD化。

## 曲目

### A面
（1〜5曲は大阪フェスティバルホールでの実況録音。演奏：ハイ・ソサエティー。）
1. 壁のむこうに（ライブ）〜雨のつぶやき [1:43]
作詞・作曲:Mehran Ahari, Graham Sasher、日本語詞：片桐和子、 編曲:東海林修
2. オリビアの調べ（ライブ）[1:27]
作詞：北公次、作曲：鈴木邦彦、編曲：森岡賢一郎
  - CD-BOX『フォーリーブス 1968-1978』にてスタジオ音源が初CD化
3. 涙のオルフェ（ライブ）[1:45]
作詞：寺山修司、作曲・編曲：鈴木邦彦
  - CD-BOX『フォーリーブス 1968-1978』にてスタジオ音源が初CD化
4. 淋しさはどこから（ライブ）[2:34]
作詞：安井かずみ、作曲・編曲：東海林修
  - オリジナル歌唱：ジャニーズ
  - CD-BOX『フォーリーブス 1968-1978』にてスタジオ音源が初CD化
5. 裸の少年（ライブ） - 北公次 [2:47]
作詞：中谷良、挿入詩：北公次、作曲：三保敬太郎、編曲：東海林修
  - 北公次のソロデビューシングル「ひとりぼっちになったとき」のB面曲。
  - オリジナル歌唱：ジャニーズ
6. 緑の河 [3:02]
作詞：橋本淳、作曲・編曲：すぎやまこういち
  - 3rdシングル「恋するジャック」のB面曲。
7. 太陽のマドリガル [2:38]
作詞：保富康午、作曲・編曲：すぎやまこういち
  - 当初は、当アルバム収録の『太陽のマドリガル』がデビューシングルとなる予定だった。

### B面
1. ひとりぼっちになった時 - 北公次 [4:02]
作詞：竹内伸光、作曲・編曲：東海林修
  - 北公次のソロデビューシングル
  - オリジナル歌唱：中谷良
2. ひとつ隣りのうしろへ3つ - おりも政夫 [1:38]
作詞：青井輝彦、作曲：中村八大、編曲：川口真
  - オリジナル歌唱：ジャニーズ
3. 試験はいやだ - 江木俊夫 [1:43]
作詞：藤島泰輔、作曲：いずみたく、編曲：東海林修
4. はじめてなんだ [2:49]
作詞：寺山修司、作曲・編曲：鈴木邦彦
  - 2ndシングル「涙のオルフェ」のB面曲。
5. 君がいるから [2:46]
作詞・作曲：B.チャンドラー、E.マッケンドリー、日本語詞：片桐和子、編曲：東海林修
  - オリジナル歌唱：ジャニーズ
6. 誓いのフーガ ／ 思い出を胸に ／ 壁のむこうに [5:54]
誓いのフーガ - 作曲：J.S.バッハ、日本語詞：片桐和子、編曲：J.ヒル、D.コックレイン、東海林修
思い出を胸に - 作詞：内山キクエ、作曲：沢田和也
壁のむこうに - 作詞・作曲:Mehran Ahari, Graham Sasher、日本語詞：片桐和子、編曲:東海林修
  - 誓いのフーガ は1stベストアルバム『ベスト・オブ・ベスト』にてオリジナルバージョンより少し長くなっているベストアルバムバージョンとして収録された。(後にCD-BOX『フォーリーブス 1968-1978』にてCD化。)

### ヒット!ヒット!ヒット!+青春
1. 壁のむこうに（ライブ）〜雨のつぶやき
2. オリビアの調べ（ライブ）
3. 涙のオルフェ（ライブ）
4. 淋しさはどこから（ライブ）
5. 裸の少年（ライブ）
6. 緑の河
7. 太陽のマドリガル
8. ひとりぼっちになった時
9. ひとつ隣りのうしろへ3つ
10. 試験はいやだ
11. はじめてなんだ
12. 君がいるから
13. 誓いのフーガ
14. 思い出を胸に
15. 壁のむこうに
16. 青春
17. 悲しい青春をあなたに
18. 純白の愛
19. 片思い
20. 太陽を愛した少年の死
21. 白い砂浜のメルヘン
22. 海
23. 夏の日は遠い思い出
24. 消えた愛
25. 海のような君